# Proasellus arthrodilus
Proasellus arthrodilus is een pissebed uit de familie Asellidae. De wetenschappelijke naam van de soort is voor het eerst geldig gepubliceerd in 1945 door Braga.